# Pieranie (gromada)
Pieranie (od 31 XII 1961 Radojewice) – dawna gromada, czyli najmniejsza jednostka podziału terytorialnego Polskiej Rzeczypospolitej Ludowej w latach 1954–1972.
Gromady, z gromadzkimi radami narodowymi (GRN) jako organami władzy najniższego stopnia na wsi, funkcjonowały od reformy reorganizującej administrację wiejską przeprowadzonej jesienią 1954 do momentu ich zniesienia z dniem 1 stycznia 1973, tym samym wypierając organizację gminną w latach 1954–1972.
Gromadę Pieranie z siedzibą GRN w Pieraniu utworzono – jako jedną z 8759 gromad na obszarze Polski – w powiecie inowrocławskim w woj. bydgoskim, na mocy uchwały nr 24/7 WRN w Bydgoszczy z dnia 5 października 1954. W skład jednostki weszły obszary dotychczasowych gromad Pieranie, Konary, Radojewice i Rejna oraz miejscowość Bąkowo z dotychczasowej gromady Przybysław ze zniesionej gminy Dąbrowa Biskupia w tymże powiecie. Dla gromady ustalono 23 członków gromadzkiej rady narodowej.
31 grudnia 1961 gromadę Pieranie zniesiono przez przeniesienie siedziby GRN z Pierania do Radojewic i zmianę nazwy jednostki na gromada Radojewice.